# Tecelão-do-bico-branco
O Tecelão-do-bico-branco ou tecelão-de-bico-branco  (Bubalornis albirostris) é um pássaro residente na África e no deserto do Saara.
Este tecelão comum pode medir de 23 a 24 cm. Quando adulto, é preto com pintas brancas nas asas. O bico é branco nos machos adultos, preto nas fêmeas.